# Los Capulines, Puebla
Los Capulines är en ort i Mexiko.   Den ligger i kommunen Huauchinango och delstaten Puebla, i den sydöstra delen av landet, 140 km nordost om huvudstaden Mexico City. Los Capulines ligger 1 544 meter över havet och antalet invånare är 121.
Terrängen runt Los Capulines är huvudsakligen kuperad, men söderut är den bergig. Runt Los Capulines är det ganska tätbefolkat, med 192 invånare per kvadratkilometer. Närmaste större samhälle är Huauchinango, 2,8 km nordväst om Los Capulines. I omgivningarna runt Los Capulines växer i huvudsak blandskog.